# Auberge du Soleil d'Or
L'auberge du Soleil d'Or est un immeuble de Paris — situé à l'actuel 226 rue de Vaugirard, dans le 15e arrondissement —, célèbre pour avoir été le point de départ de deux complots lors de la Révolution française.

## Historique
Construite au début du XVIIIe siècle comme maison de campagne pour un riche Parisien, elle est transformée en auberge quelque temps plus tard et hérite son nom d'un soleil gravé dans le porche de la porte menant à la cour intérieure.
Le 28 mars 1791, un groupe de royalistes, qui y avait établi son quartier général, mène une attaque destinée à tuer les membres du Club des jacobins. Cette conspiration, baptisée « complot du Soleil d'Or », échoue finalement.
En 1796, une nouvelle conspiration s'y trame également, menée cette fois-ci par des partisans de Gracchus Babeuf et qui constitue le dernier épisode de la Conjuration des Égaux. Le 9 septembre 1796 (ou 23 fructidor an IV), près de 800 hommes se réunissent en effet dans la cour pour infiltrer les troupes du camp de Grenelle. Leur objectif est de rallier les soldats à leurs idées, afin de renverser le Directoire. Ce rassemblement donne toutefois l'alerte et conduit à l'arrestation de 132 hommes, parmi lesquels 33 sont finalement fusillés.
Depuis 2005, ce lieu abrite désormais des commerces, ainsi que des logements sociaux et privés.
Un panneau Histoire de Paris, devant le bâtiment, rappelle l'histoire du lieu.

## Personnalités
- Robert Coutelas (1930-1985), artiste peintre, y vécut de 1965 à sa mort[4].